# 1204
1204 (MCCIV) a fost un an bisect al calendarului iulian.

## Evenimente
- 27-28 ianuarie: Împăratul bizantin Alexios al IV-lea Anghelos este detronat în urma unei răscoale și aruncat în închisoare, împreună cu tatăl său, Isaac al II-lea Angelos; conducătorul răscoalei, Alexios Murtzuphlos devine împărat, sub numele de Alexios al V-lea.
- 8 februarie: Alexios al IV-lea este asasinat în închisoare.
- 6 martie: Regele Filip II August al Franței ocupă fortăreața Château--Gaillard de la englezi.
- 9 aprilie: Începe asedierea Constantinopolului de către cruciați.
- 12 aprilie: Alexios al V-lea fuge în Tracia.
- 13 aprilie: Participanții la Cruciada a patra cuceresc Constantinopolul și pradă capitala bizantină vreme de 3 zile; Imperiul bizantin este împărțit între cuceritori; Veneția obține Creta, Messenia, Samothrake, arhipelagul egeean, Negroponte (Eubea) etc.
- 16 mai: Constituirea Imperiului latin de Constantinopol, prin alegerea ca împărat a lui Balduin, conte de Flandra.
- 21 mai: Filip al II-lea August cucerește orașul Caen de la englezi.
- 1 iunie: Odată cu cucerirea orașului Rouen, Filip al II-lea August desăvârșește cucerirea Normandiei.
- 6-13 august: Genovezii elimină pe negustorii pisani din Siracusa, în Sicilia.
- 7 noiembrie: Ioniță Caloian primește coroana regală din partea papei Inocențiu al III-lea.

### Nedatate
- martie: Se încheie Partitio Romaniae între participanții la Cruciada a patra (dogele Enrico Dandolo, Bonifaciu de Montferrat, Balduin de Flandra, Ludovic de Blois etc.), în vederea împărțirii posesiunilor bizantine.
- aprilie: Fondarea Imperiului bizantin de la Trapezunt, de către Alexios Comnen.
- Bonifaciu de Montferrat, conducătorul cruciaților devine regele Salonicului; în paralel, se constituie și alte state ale cruciaților: principatul de Ahaia, ducatul de Atena etc.
- Ca urmare a devierii Cruciadei a patra, cruciații din Palestina sunt siliți să reînnoiască armistițiul cu sultanul al-Adel.
- Conflict între ghurizi și șahul Horezmului pentru stăpânirea asupra Heratului.
- Este fondat conventul cistercian de la Port-Royal, în Franța.
- Fondarea orașului Amsterdam, în Olanda.
- Ghurizii ocupă Nadiya, capitala dinastiei Sena din Bengal.
- În urma căderii Constantinopolului, Theodor I Laskaris se refugiază la Niceea, unde va pune bazele unui nou stat bizantin; state bizantine succesoare se mai creează la Trapezunt și în Epir.
- Musulmanii reocupă Jaffa.
- Papa Inocențiu al III-lea proclamă oficial cruciada albigensă, împotriva catharilor din Languedoc.
- Regele Franței Philip II August capturează Angers.
- Regele Valdemar al II-lea al Danemarcei este recunoscut și ca rege al Norvegiei.

## Arte, științe, literatură și filozofie
- Începe construcția mănăstirii Mont-Saint-Michel, în Normandia, pe insula cu același nume.
- Scrierile teologului francez Amalric de Bena sunt condamnate la Universitatea din Paris și de către papa Inocențiu al III-lea.

## Înscăunări
- 28 ianuarie: Alexios al V-lea Ducas Murtzuphlos, împărat bizantin.
- 16 mai: Balduin I, conte de Flandra, primul împărat al Imperiului latin de Constantinopol.
- 30 noiembrie: Ladislau al III-lea, rege al Ungariei (1204-1205)
- Inge Bårdsson, ca rege al Norvegiei (1204-1217)

## Nașteri
- 16 februarie: Henric Raspe, margraf de Turingia (d. 1247)
- Haakon al IV-lea, rege al Norvegiei (d. 1263)
- Maria de Courtenay, 23 ani, fiica împăratului latin de Constantinopol Petru al II-lea de Courtenay și al Yolandei de Flandra (d. 1228)

## Decese
- 1 ianuarie: Haakon al III-lea, rege al Norvegiei (n. ?)
- 8 februarie: Alexios al IV-lea Angelos, 22 ani, împărat bizantin (n. 1182)
- 1 aprilie: Eleanor de Aquitania, 81 ani, regină a Franței și Angliei (n. 1122)
- 11 august: Guttorm Sigurdsson, 22 ani, rege al Norvegiei (n. 1198)
- 30 noiembrie: Imre (Emerich), 30 ani, rege al Ungariei (1196-1204), din Dinastia Árpád (n. 1174)
- 13 decembrie: Maimonides, 68 ani, filosof evreu din Spania (n. 1135)

### Nedatate
- ianuarie: Isaac al II-lea Angelos, 49 ani, împărat bizantin (n. 1156)
- decembrie: Alexios al V-lea Ducas Murtzuphlos, 64 ani, împărat bizantin (n. ?)
- Al-Betrugi (Nur ad-Din al-Bitruji), matematician și astronom islamic din Sevilla (n. ?)
- Amalric de Bena, filosof francez (n. ?)
- Kulin, ban al Bosniei (n. ?)
- Suleyman al II-lea, sultan selgiucid de Rum (n. ?)